# Tsuneyo Toyonaga
Tsuneyo Toyonaga (em japonês: 豊永常代,Toyonaga Tsuneyo) (21 de maio de 1894 - 22 de fevereiro de 2008) foi uma supercentenária japonesa que viveu aos 113 anos e 277 dias, a qual era a pessoa mais velha do respectivo país desde a morte de Shitsu Nakano em 19 de agosto de 2007 até sua morte. Ela era a quinta pessoa mais velha do mundo em 14 de Novembro de 2007.